# 약속 (1992년 드라마)
《약속》은 1992년 1월 6일부터 1992년 2월 25일까지 방영된 MBC 월화 미니시리즈이다. ‘진실한 사랑’이라는 고전적 주제를 다룬 드라마이다.
한편, 그 당시 인기 절정의 최진실이 주연을 맡아 시청자의 관심을 끌었지만 당초 기획했던 진실의 사랑을 깊이 있게 묘사하기는 포기한 채 배우의 명성에 기대어 시청률 확보에만 기울였다는 평을 듣기도 했다.

## 줄거리
한 남자가 대학을 졸업한 뒤 10년 간의 세월 동안 스쳐가는 여자들을 통해 진실한 사랑의 의미를 조명해 보고, 남의 딸을 입적해 기르는 과정에서 빚어지는 갈등을 그렸다.

## 등장 인물
- 강석우 : 현우 역
- 최진실 : 정인 역
- 고태산
- 김경란
- 정욱
- 정혜선
- 박현심
- 장규보
- 김미영
- 신충식
- 유준석
- 음정희
- 이보나
- 이정훈
- 임경옥
- 임현식
- 장보규
- 정영숙
- 한규희
- 홍중기